# Берман, Лазарь Наумович
Ла́зарь Нау́мович Бе́рман (26 февраля 1930, Ленинград — 6 февраля 2005, Флоренция) — советский и итальянский пианист. Заслуженный артист РСФСР (1988).

## Биография
Берман родился в еврейской семье, обучаться игре на фортепиано стал с двух лет сначала под руководством матери. Принимая участие в ленинградском общегородском конкурсе юных дарований, был замечен и выделен из ряда других. Жюри под председательством профессора Леонида Николаева констатировало «исключительный случай необычайного проявления музыкальных и пианистических способностей у ребёнка». Причисленный к вундеркиндам, он в четырёхлетнем возрасте стал учеником профессора Ленинградской консерватории Самария Савшинского.
В 1939 году семья переехала в Москву, где наставником Бермана стал Александр Гольденвейзер, у которого он учился сначала в Центральной музыкальной школе, а затем в Московской консерватории, которую окончил в 1953 году. Три года спустя, обучаясь в аспирантуре, Берман получил премии на двух международных конкурсах пианистов — имени королевы Елизаветы в Брюсселе и имени Ференца Листа в Будапеште, после чего был приглашён на гастроли за границу, где помимо концертной деятельности также сделал ряд записей, в том числе Сонаты Листа и «Аппассионаты» Бетховена.
С 1959 по 1971 год Берману было запрещено выезжать за границу из-за его женитьбы на француженке (с которой он вскоре развёлся), однако пианист продолжал концертировать и делать записи в СССР на фирме «Мелодия», в том числе цикла Этюдов высшего мастерства («Трансцендентных») Листа, эта запись стала одной из первых, сделанных в СССР с применением стереотехнологий. С середины 1970-х пианисту было вновь позволено выступать за границей, где он имел большой успех. Среди его записей этого периода — Третий концерт Рахманинова и Первый концерт Чайковского.
В 1968 году женился на Валентине Седовой. В 1970 году у них родился сын — Павел Берман, скрипач.
В 1980 году, на пике его популярности, Берману вновь был закрыт выезд из СССР из-за того, что при досмотре его багажа была обнаружена книга запрещённого американского писателя. С началом перестройки давление на пианиста несколько ослабло, и в 1988 году ему было присвоено звание заслуженного артиста РСФСР.

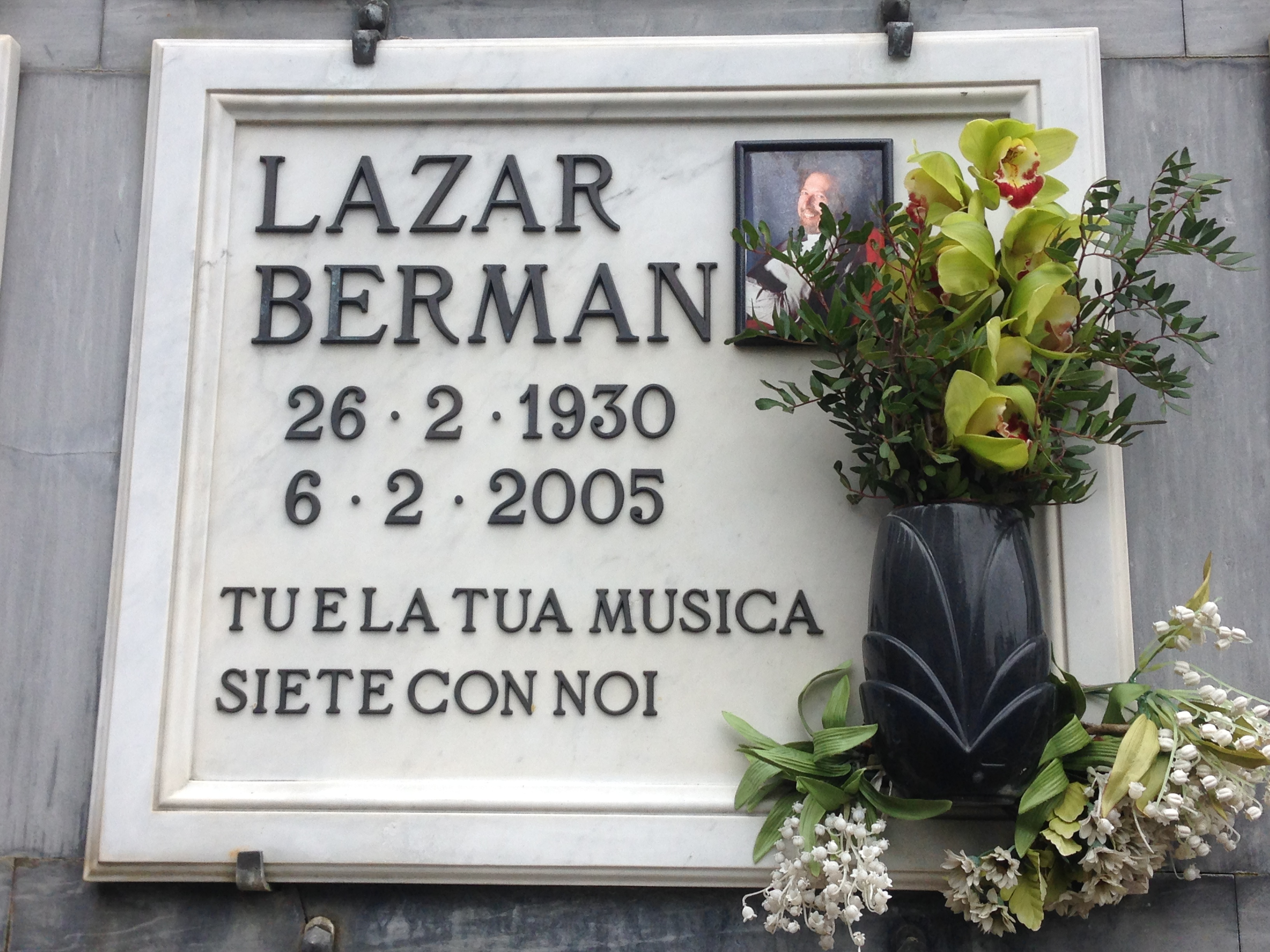
Памятная доска на могиле Лазаря Бермана

В августе 1990 года Берман уехал в Норвегию, а некоторое время спустя — в Италию, где занялся преподавательской деятельностью, через четыре года он получил итальянское гражданство, а ещё через год был приглашён в Высшую школу музыки Веймара, где и преподавал до 2000 года. Часто выступал со своим сыном — скрипачом Павлом Берманом.
Лазарь Берман похоронен на кладбище монастыря Сан-Миниато во Флоренции. На памятной доске — надпись «TU E LA TUA MUSICA SIETE CON NOI».

### Семья
- Жена — Валентина Викторовна Берман (урождённая Седова), пианистка, музыкальный педагог.
  - Сын — Павел Лазаревич Берман, итальянский скрипач и дирижёр.

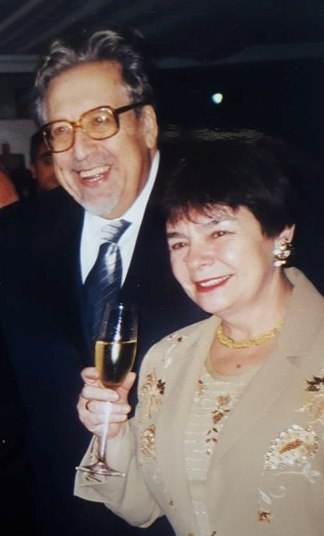
Лазарь и Валентина Берман (2000 год)
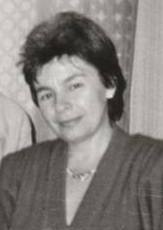
Валентина Берман (1987)
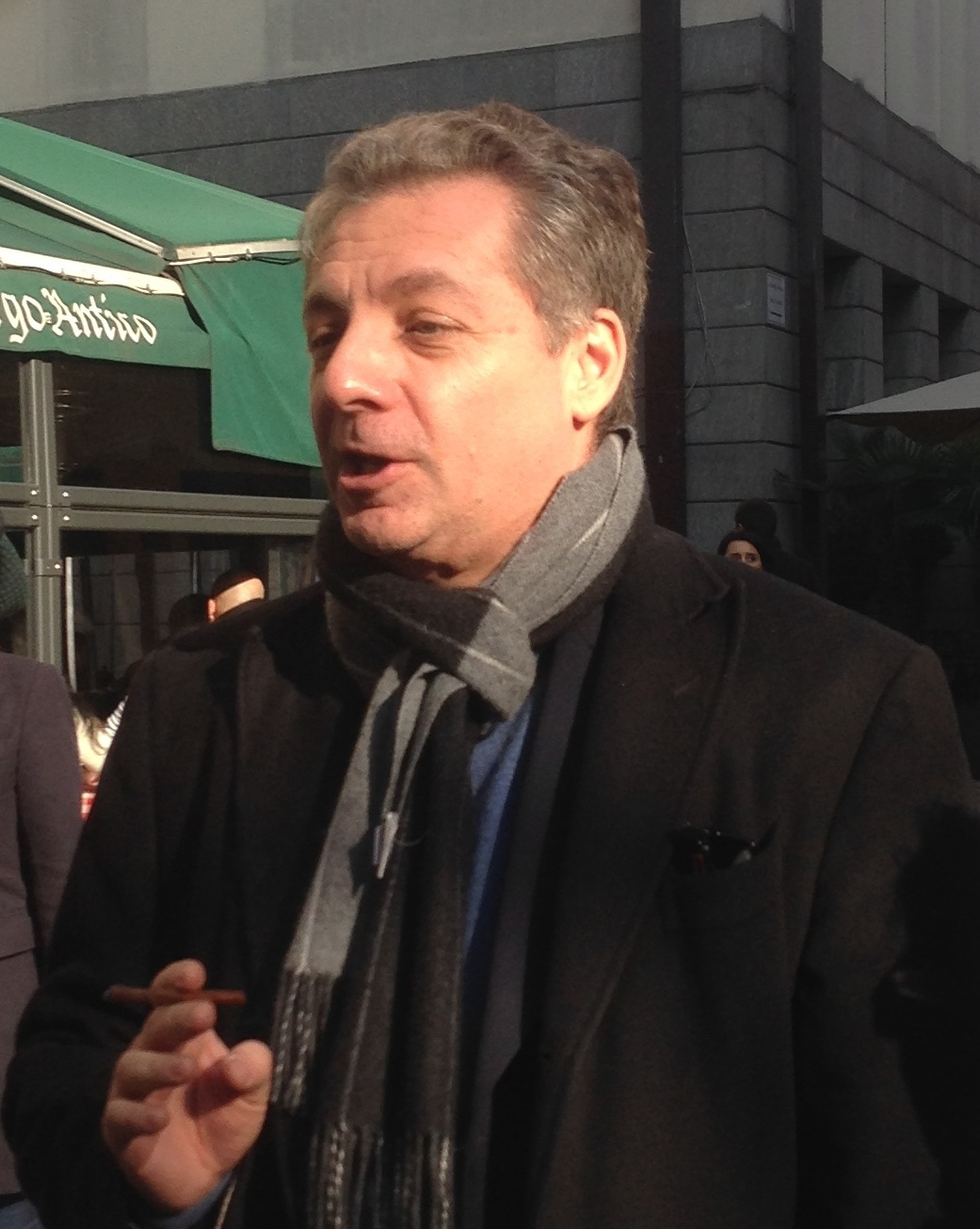
Павел Берман

## Творчество
Лазарь Берман — один из крупнейших отечественных пианистов, музыкальные критики часто включали его в тройку лучших советских исполнителей на фортепиано вместе с Эмилем Гилельсом и Святославом Рихтером. Его интерпретации музыки Листа (в том числе, записи сборников «Годы странствий» и «Трансцендентные этюды», оба — полностью), а также Рахманинова, Чайковского, Скрябина и других композиторов имели большой успех как на родине, так и за границей. Исполнение Бермана отличалось высокой виртуозностью и глубоким чувством стиля.
Феномен музыкального мираЭмиль Гилельс
Редчайший вид музыканта — истинный романтик. У него на руках двадцать пальцев и он извергает пламя.Харольд Шонберг (Нью-Йорк Таймс)
Лазарь Берман работал с выдающимися дирижёрами: Юджином Орманди, Леонардом Бернстайном, Куртом Мазуром, Клаудио Аббадо, Гербертом фон Караяном и др. Диски с записями музыканта выпускались ведущими фирмами звукозаписи: Deutsche Grammophon, Cbs (США), EMI (Великобритания) и др.

## Награды
- Заслуженный артист РСФСР (05.05.1988).
- Кавалер ордена Искусств и литературы (Франция).
- 5-я премия международного конкурса пианистов имени бельгийской королевы Елизаветы (Брюссель, 1956).
- 3-я премия Международного конкурса пианистов имени Ференца Листа (Будапешт, 1956).

## В культуре
Павел и Лазарь Берманы послужили прототипами героев романа Павла Санаева «Хроники Раздолбая Архивная копия от 9 февраля 2018 на Wayback Machine» — скрипача Миши Мороза и его отца, талантливого пианиста.